# Volby do Grónského parlamentu 2018
Volby do Grónského parlamentu byly uspořádány v Grónsku 24. dubna 2018. Voleno bylo všech 31 členů parlamentu. Datum bylo nezvyklé, neboť předchozí volby byly pořádány na podzim. Volby vyhrála strana Siumut v čele s dosavadním předsedou vlády Kimem Kielsenem.
| Výsledky          | Výsledky          | Výsledky | Výsledky | Výsledky |
| ----------------- | ----------------- | -------- | -------- | -------- |
| strana            |                   |          |          | %        |
| Siumut            | Siumut            |          | 27,44    | 27,44    |
| Inuit Ataqatigiit | Inuit Ataqatigiit |          | 25,78    | 25,78    |
| Demokraté         | Demokraté         |          | 19,69    | 19,69    |
| Partii Naleraq    | Partii Naleraq    |          | 13,55    | 13,55    |
| Atassut           | Atassut           |          | 5,96     | 5,96     |
| Strana spolupráce | Strana spolupráce |          | 4,11     | 4,11     |
| Nunatta Qitornai  | Nunatta Qitornai  |          | 3,45     | 3,45     |

## Situace před volbami
Ve volbách roku 2014 získal Siumut velké množství hlasů, získal však stejný počet křesel jako Inuit Ataqatgiit. Koaliční vláda byla tvořena Siumut, Demokraty a Atassut a trvala do roku 2016, kdy Siumut tvořil novou koalici s Inuit Ataqatigiit a Partii Naleraq. Obě vlády vedl Kim Kielsen.
Během volebního období 2014 – 2018 přešli oba poslanci Atassutu ke straně Simumut, zatímco Michael Rosing opustil Demokraty a vykonával mandát jako nezávislý.

### Nové strany
Před volbami vznikly dvě nové strany: Unionistická a sociálně liberální Strana spolupráce (Suleqatigiissitsisut) založená bývalým členem Demokratů Michaelem Rosingem a separatistická Nunatta Qitornai, kterou založil ministr bývalých vlád Vittus Qujaukitsoq, který se oddělil od Siumutu.

## Strany
| Volební lídr |             |                            |              |                     |                    |                  |                   |
| Kim Kielsen  | Sara Olsvig | Randi Vestergaard Evaldsen | Hans Enoksen | Siverth K. Heilmann | Vittus Qujaukitsoq | Michael Rosing   |                   |
| Strana       | Siumut      | Inuit Ataqatigiit          | Demokraté    | Partii Naleraq      | Atassut            | Nunatta Qitornai | Strana spolupráce |

## Předvolební průzkumy
| Výzkum     | Datum                 | S    | IA   | D    | PN   | A   | NQ  | SA  |
| ---------- | --------------------- | ---- | ---- | ---- | ---- | --- | --- | --- |
| Analýza HS | 21. – 24. března 2018 | 32,6 | 33,7 | 12,6 | 10,6 | 4,1 | 4,6 | 1,8 |
| Analýza HS | 11. – 15. dubna 2018  | 27,4 | 31,0 | 18,8 | 11,1 | 5,2 | 3,6 | 2,9 |

## Výsledky voleb
| Strana                              | Hlasy                               | %      | Poslanci | +/–  |
| ----------------------------------- | ----------------------------------- | ------ | -------- | ---- |
| Siumut                              | 7 959                               | 27.2   | 9        | –2   |
| Inuit Ataqatigiit                   | 7 478                               | 25.5   | 8        | –3   |
| Demokraté                           | 5,712                               | 19.5   | 6        | +2   |
| Partii Naleraq                      | 3931                                | 13.4   | 4        | +1   |
| Atassut                             | 1730                                | 5.9    | 2        | 0    |
| Strana spolupráce                   | 1193                                | 4.1    | 1        | Nová |
| Nunatta Qitornai                    | 1002                                | 3.4    | 1        | Nový |
| Neplatné / prázdné hlasy            | 291                                 | -      | -        | -    |
| Celkem                              | 29 296                              | 100    | 31       | 0    |
| Registrovaní voliči / volební účast | Registrovaní voliči / volební účast | 40 769 | 71,86    | -    |